# Fallout 4
Fallout 4 ist ein Action-Rollenspiel des US-amerikanischen Spieleentwicklers Bethesda Game Studios in der postapokalyptischen Spielwelt der Fallout-Spielereihe. Es ist nach Fallout 3 und Fallout: New Vegas das fünfte Spiel der Hauptserie. Schauplatz ist das durch einen Atomkrieg lebensfeindlich gewordene Stadtgebiet und Umland von Boston, das der Spielercharakter nach seinem Aufwachen in einem Atomschutzbunker auf der Suche nach seinem Sohn erstmals erkundet. Fallout 4 wurde am 10. November 2015 weltweit für Microsoft Windows, PlayStation 4 und Xbox One veröffentlicht, außer in Japan, wo es am 17. Dezember 2015 veröffentlicht wurde. Das Spiel wurde zum Veröffentlichungstag knapp zwölf Millionen Mal ausgeliefert. Am 25. April 2024 erfolgte eine Veröffentlichung für die PlayStation 5 und die Xbox Series.

## Handlung
Die Handlung von Fallout 4 spielt im Jahr 2287, zehn Jahre nach den Geschehnissen von Fallout 3 und sechs Jahre nach Fallout: New Vegas. Fallout 4 handelt in einer postapokalyptischen Spielwelt in der Gegend von Boston und Teilen Neuenglands, genannt „Commonwealth“. Im Gegensatz zu den Vorgängern beginnt die Geschichte von Fallout 4 am 23. Oktober 2077, dem Tag des „Großen Krieges“. Der Spielercharakter rettet sich mit seiner Familie in Vault 111, aus dem er exakt 210 Jahre später, am 23. Oktober 2287, entflieht.
Am Morgen des 23. Oktober 2077 trifft der Spielercharakter in dem kleinen Bostoner Vorort Sanctuary Hills Vorbereitungen für eine abendliche Veranstaltung der Veteranenvereinigung und einen freien Tag mit dem gemeinsamen Kleinkind Shaun, als ein Vault-Tec-Vertreter an der Haustür klingelt, um die Familie über die Zulassung für Vault 111 zu informieren. Kurz nachdem der Spieler für die Plätze in der Vault unterschrieben hat, kommen im Fernsehen erste Berichte über nukleare Detonationen auf US-Gebiet, die Warnsirenen laufen an und die Familie flüchtet mit anderen Anwohnern zur Vault. Dort angekommen, detoniert über Boston eine Atombombe, wobei sich die Aufzugsplattform gerade noch rechtzeitig senkt, um die Familie und andere Bewohner der Stadt in die Vault zu retten. Anschließend werden alle Bewohner der Vault unter dem Vorwand einer Dekontaminierung in Kälteschlaf versetzt.
Nach einer zunächst nicht bekannten Zeitspanne werden der Spieler und dessen Ehepartnerin von zwei unbekannten Personen geweckt. Die Kryokapsel der Ehepartnerin wird mit der Absicht geöffnet, Shaun zu entführen. Als die Ehepartnerin versucht, dies zu verhindern, wird sie von einem der beiden Fremden erschossen. Anschließend wird der Kryoschlaf des Spielers erneut aktiviert. Als das Kälteschlafsystem nach einer weiteren zunächst unbekannten Zeitspanne ausfällt, gelingt es dem Spielercharakter aus der Kryokapsel auszubrechen. Er entdeckt, dass er der einzige Überlebende von Vault 111 ist, da die übrigen Bewohner aufgrund der Manipulation der Kryokapseln starben. Beim Verlassen von Vault 111 schwört der Überlebende, den Tod der Partnerin zu rächen und Shaun zu finden.
Der Spieler kehrt zu seinem Heimatort, Sanctuary Hills, zurück und trifft dort auf Codsworth, den Roboter-Butler, der dort weiterhin seiner Programmierung gefolgt ist. Von diesem erfährt er, dass seit dem Großen Krieg 210 Jahre vergangen sind und man das Jahr 2287 schreibt.
Von hier an ist es grundsätzlich dem Spieler überlassen, welche Aktivitäten er unternimmt und in welcher Weise er der Handlung folgt. Im Verlauf der Haupthandlung stellt der Spieler Kontakt mit vier bedeutenden Fraktionen her: den Minutemen, der Railroad, der Stählernen Bruderschaft und dem sogenannten Institut. Alle vier verfolgen eigene Ziele und der Spieler kann sich zunächst allen Fraktionen anschließen. An einem bestimmten Punkt kollidieren jedoch die Ziele der Bruderschaft, der Railroad und des Instituts, sodass der Spieler sich für eine Seite entscheiden muss. Die Minutemen wiederum sind in jedem Fall Alliierte des Spielers, sofern er ihnen zu Beginn des Spiels hilft.

## Spielprinzip

### Allgemein
Fallout 4 unterstützt sowohl die Ego- als auch die Third-Person-Perspektive. Das Spiel ist in einer frei begehbaren Welt angesiedelt und enthält viele rollenspieltypische Eigenschaften. Der Spieler erhält für verschiedene Aktionen wie beispielsweise dem Entdecken neuer Gegenden oder dem Töten von Gegnern Erfahrungspunkte, welche zum Stufenaufstieg benötigt werden. Bei jedem Stufenaufstieg bekommt der Spieler die Möglichkeit, entweder seine Attribute zu verbessern oder alternativ einen „Perk“ freizuschalten bzw. zu verbessern. Dadurch kann der Spieler seinen Charakter individuell nach seinen eigenen Wünschen gestalten. Der Spieler kann in der Spielwelt zahlreiche Gegenstände wie Waffen, Rüstungen und Hilfsmittel, aber auch Schrott, der als Quelle für Rohstoffe wie Holz, Plastik etc. dient, finden, allerdings nur ein bestimmtes Gewicht tragen. Mithilfe des sogenannten Pip-Boy 3000 (ein Mobilgerät/eine Art des Wearable Computing) ist der Spieler in der Lage, bereits entdeckte Orte per Schnellreisefunktion erneut zu besuchen. Der Pip-Boy dient außerdem als Questlog und Informationsquelle zu verschiedenen Statistiken und bietet die Möglichkeit, Waffen und Rüstungen auszuwählen und mitgeführte Gegenstände zu verwalten.
Der Charakter kann auch Drogen zu sich nehmen, damit sich einige Fähigkeiten kurzzeitig verbessern. Durch zu häufige Einnahme kann jedoch auch eine Abhängigkeit erzeugt werden. Die Entzugserscheinungen verschlechtern wiederum die Charaktereigenschaften, weshalb man entweder mehr von der Droge einnehmen oder sich von einem Arzt heilen lassen muss.

### Kommunikation und Handlungsfreiheit
Der Spieler kann in Dialogen mit anderen Personen aus vier Antworten wählen, wobei immer nur ein Stichwort und nicht der gesamte Text angezeigt wird. Außerdem ergibt sich teilweise die Möglichkeit, andere Charaktere zu beeinflussen und sich so einen Vorteil zu verschaffen.
Der Spieler hat von Anfang an vollkommene Freiheit bei der Gestaltung seines Spielverlaufs. Er kann sich mit der Handlung, mit dem Bau einer Siedlung oder mit zahlreichen Nebenmissionen beschäftigen. Alternativ lädt die große Spielwelt auch zum Erkunden ein, da überall versteckte Orte mit Geschichten der Anwohner, vor und nach dem Großen Krieg, warten. Taten können sich dabei auch auf den weiteren Verlauf der Geschichte auswirken.

### Siedlungsbau
Fallout 4 bietet als erstes Spiel der Fallout-Reihe die Möglichkeit, eigene Siedlungen zu bauen. Hierfür gibt es in der Spielwelt mehrere Siedlungen, die über eine Werkbank verfügen, in denen bestehende Gebäude und gefundene Materialien verwertet werden können, um eigene Behausungen bauen zu können. Hierbei werden dem Spieler viele Freiheiten gelassen, die von der Hausform bis hin zur Dekoration reichen. In diesen Siedlungen können sich außerdem Menschen aus dem Ödland niederlassen, für die der Spieler Nahrung anbauen und Schutz mithilfe von Fallen und Verteidigungsanlagen erschaffen kann. Einwohner der Siedlungen können ebenso wie normale Begleiter mit individueller Ausrüstung ausgestattet werden, um sich bei einem Überfall auf die Siedlung besser verteidigen zu können.

### V.A.T.S.
Der Spieler hat auch in Fallout 4 die Möglichkeit, das aus Fallout 3 und Fallout: New Vegas bekannte V.A.T.S. („Vault-Tec Assisted Targeting System“) zu verwenden. Durch Aktivieren dieses Systems vergeht die Zeit deutlich verlangsamt und der Spieler kann einzelne Körperteile eines oder mehrerer Gegner auswählen, um diese durch gezielte Schüsse auszuschalten bzw. einzuschränken, wodurch der Spieler einen strategischen Vorteil erhält.

### Waffen und Rüstungen
Das Spiel enthält insgesamt 50 Basiswaffen, von normalen Schusswaffen bis hin zu Laserwaffen, die an Waffenwerkbänken zerlegt werden können, wodurch der Spieler Rohstoffe wie beispielsweise Holz oder Stahl erhält. Mithilfe dieser Ressourcen können an diesen Stationen wiederum Mods, die die Eigenschaften der Waffe verbessern, gebaut und angebracht werden. So erhält jede Waffe ihr eigenes Aussehen, da sich diese Modifikationen auch auf das Aussehen der Waffen im Spiel auswirken. Insgesamt gibt es 700 Modifikationen, die teilweise erst über Perks freigeschaltet werden müssen.
In der Welt von Fallout gibt es verschiedene Rüstungen, die vor Strahlung oder Schaden schützen können. Die stärkste Rüstung ist die sogenannte „Power Armor“, eine Art Exoskelett. Diese benötigen aber im Gegensatz zu den vorherigen Teilen eine eigene Energieversorgung, die sich nach und nach verbraucht. Neu ist ebenfalls, dass Rüstungen ebenso wie Waffen modifiziert und verwertet werden können und verschiedene Rüstungsteile für einzelne Körperteile getragen werden können.

## Synchronisation

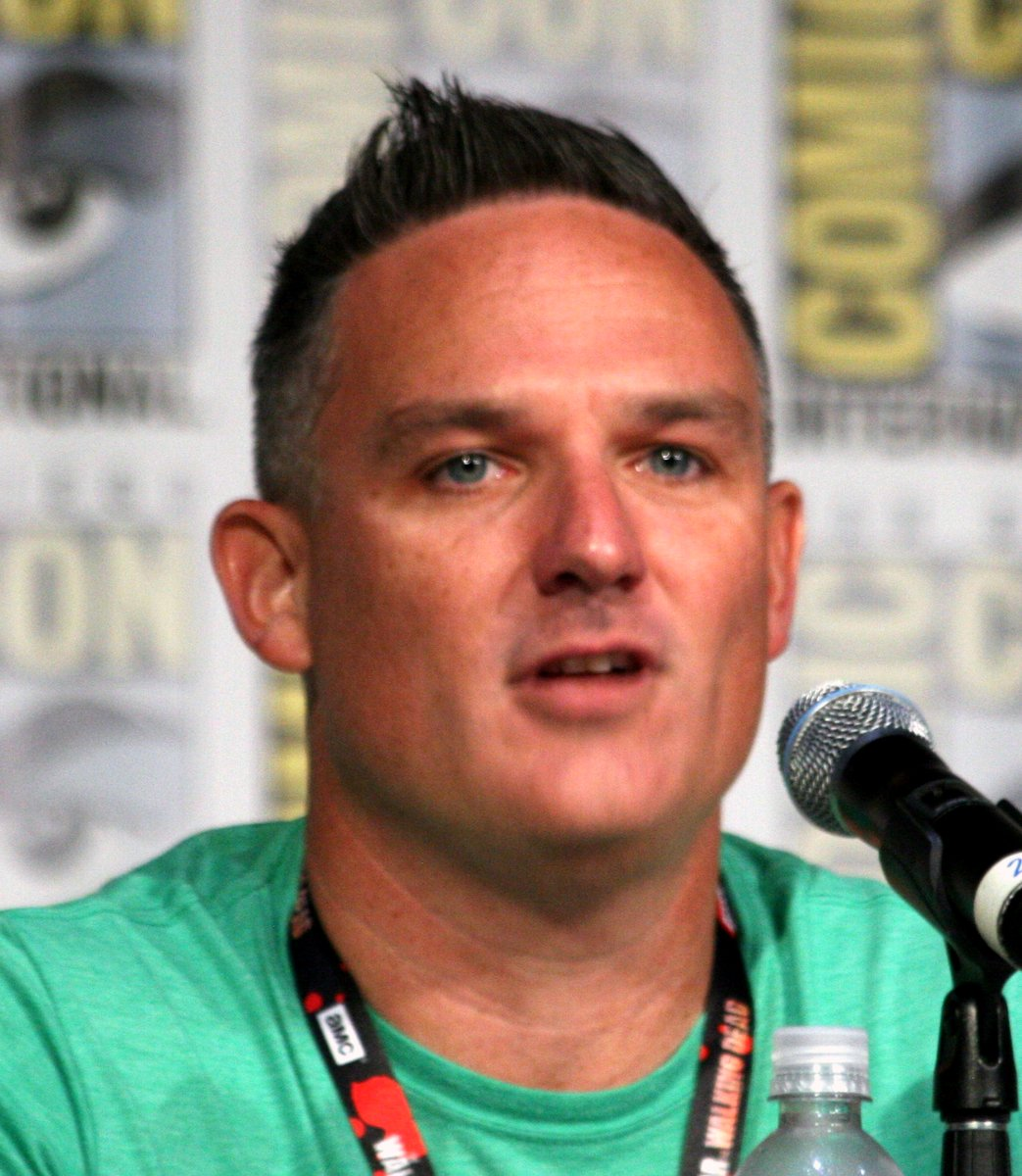
Brian T. Delaney, der Originalsprecher des männlichen Spielcharakters

Fallout 4 ist das erste Spiel der Fallout-Reihe, in dem die Spielercharaktere vertont sind. Die deutsche Synchronisation wurde vom Synchronstudio Synthesis Germany übernommen. Dabei wurden Bernd Vollbrecht (männliche Stimme) und Gundi Eberhard (weibliche Stimme) für Synchronisation des Hauptcharakters engagiert. Insgesamt wurden für Fallout 4 über einen Zeitraum von vier Jahren über 111.000 Zeilen Text gesprochen.
| Rolle                       | Originalsprecher | Deutscher Sprecher     |
| --------------------------- | ---------------- | ---------------------- |
| Männlicher Spielercharakter | Brian T. Delaney | Bernd Vollbrecht       |
| Weiblicher Spielercharakter | Courtenay Taylor | Gundi Eberhard         |
| Shaun                       | Tony Amendola    | Jürgen Thormann        |
| Codsworth/Mr. Handy         | Stephen Russell  | Achim Schülke          |
| Vault-Tec Vertreter         | Paul Eiding      | Florian Krüger-Shantin |
| Preston Garvey              | Jon Gentry       | Lars Schmidtke         |
| Piper Wright                | Courtney Ford    | Lara Trautmann         |
| Nick Valentine              | Stephen Russell  | Jürgen Holdorf         |
| Cait                        | Katy Townsend    | Manuela Bäcker         |
| Ältester Maxson             | Derek Phillips   | Michael Lott           |
| Danse                       | Peter Jessop     | Dietmar Wunder         |
| Strong                      | Sean Schemmel    | Wolfgang Berger        |
| Deacon                      | Ryan Alosio      | Frank Logemann         |
| Curie                       | Sophie Cortina   | Joey Cordevin          |
| John Hancock                | Danny Shorago    | Volker Wolf            |
| Robert Joseph MacCready     | Matthew Mercer   | Tobias Schmidt         |
| X6-88                       | David Paluck     | Andreas Otto           |
| Conrad Kellogg              | Keythe Farley    | Gordon Piedesack       |
| Captain Kells               | Tim Russ         | Erik Schäffler         |
| Ritter Rhys                 | Noshir Dalal     | Nicolas König          |
| Tommy Lonegan               | Clarke Kohler    | Nicolas König          |
| Molly                       | Misty Lee        | Tanja Dohse            |
| Lucas Miller                | Brandon Bales    | Jens Wendland          |
| Silver Shroud               | Wes Johnson      | Robert Missler         |
| Moe Cronin                  | Wes Johnson      | Robert Missler         |
| Skinny Malone               | Alan Blumenfeld  | Michael Lucke          |
| Bobbi Nasenlos              | Roberta Farkas   | Katja Brügger          |
| Mel                         | Dave Carter      | Michael-Che Koch       |
| Danny Sullivan              | Yuri Lowenthal   | Christian Rudolf       |
| Doc Crocker                 | James Konicek    | Christian Rudolf       |
| Sheffield                   | William Salyers  | Hans Bayer             |
| Clarence Codman             | Alan Blumenfeld  | Hans Bayer             |
| Whitechapel Charlie         |                  | Hans Bayer             |
| Henry Cooke                 | Jerry Whiddon    | Marek Erhardt          |
| Aufseherin Gwen McNamara    | Cindy Robinson   | Kerstin Draeger        |
| Mister Zwicky               | Time Winters     | Gerhart Hinze          |
| AJ                          | William Holmes   | Wolf Frass             |
| Nachrichtensprecher         | Ron Perlman      | Tilo Schmitz           |
| Bruderschafts-Ritter        |                  | Mario Hassert          |
| Vault-Tec Werbesprecher     |                  | Rolf Berg              |

## Erweiterungen
Bereits vor Veröffentlichung von Fallout 4 wurden Erweiterungen in Form von Download Content (DLC) für das Spiel angekündigt. Entgegen der DLC-Politik des Vorgängers Fallout 3, bei dem Nutzer der Xbox 360 zusätzliche Episoden herunterladen konnten, wird es keine zeitexklusiven Zusatzinhalte geben. Alle Spieler von Fallout 4 haben zeitgleich die Möglichkeit, Zusatzinhalte nachzuladen, gesonderte Berechtigungen für bestimmte Plattformen sind nicht vorgesehen. Außerdem werden die erscheinenden Add-ons sowohl über das Internet als auch im Einzelhandel erwerbbar sein.
Der erste Zusatzinhalt namens „Automatron“ erschien am 22. März 2016 und bringt neue Gegner und Gegenstände in die Spielwelt von Fallout. Mit der am 12. April 2016 erschienenen, zweiten Erweiterung „Wasteland Workshop“ erhält der Spieler die Möglichkeit, Käfige zu bauen und damit Kreaturen zu zähmen bzw. gegen diese zu kämpfen. Des Weiteren wurden weitere Möglichkeiten zur individuellen Gestaltung von Siedlungen implementiert.

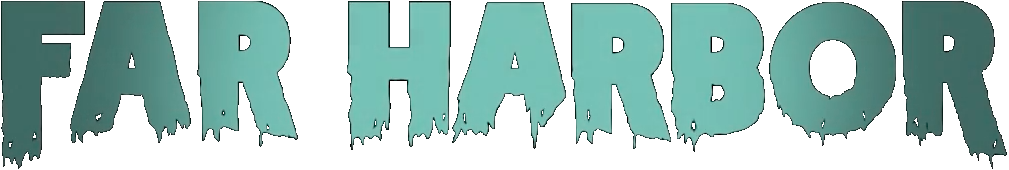
Logo der Erweiterung Far Harbor

Am 19. Mai 2016 kam mit „Far Harbor“ die bislang größte Erweiterung auf den Markt, die Fallout 4 um ein neues Areal erweitert. Laut den Entwicklern handelt es sich hierbei um die größte Landmasse, die Bethesda je für eine Erweiterung entworfen hat. Darüber hinaus bringt der Zusatzinhalt neue Haupt- und Nebenmissionen sowie neue Rätsel, neue Fähigkeiten und neue Herstellungsoptionen mit sich.
Mit Contraptions Workshop wurde am 21. Juni 2016 eine weitere Erweiterung veröffentlicht, die es den Spielern ermöglicht, Vorrichtungen wie Förderbänder, Gerüst- und Kugelbahn-Sätze sowie Aufzüge innerhalb der Siedlungen zu errichten. Darüber hinaus wurden viele weitere Gegenstände zur Gestaltung der Siedlungen hinzugefügt.
Am 26. Juli 2016 veröffentlichte Bethesda mit Vault-Tec Workshop eine weitere Ergänzung des Hauptspiels. In dieser ist der Spieler in der Lage, eine eigene Vault zu erschaffen und diese als Siedlung zu nutzen. Neben passenden Bauteilen sind auch neue Einrichtungsgegenstände verfügbar.

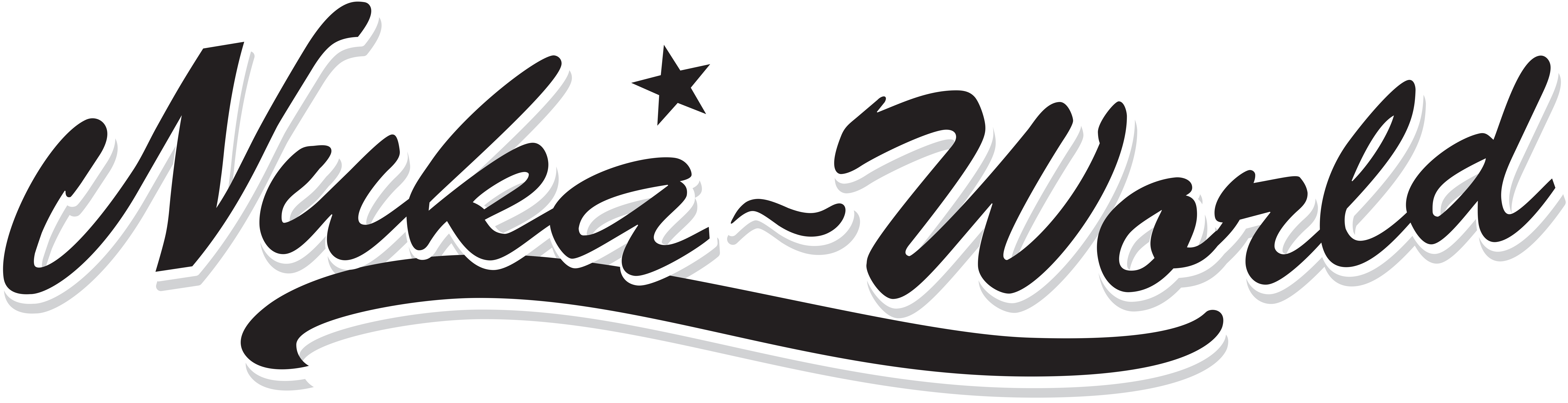
Logo von Nuka-World

Im Rahmen der E3 2016 kündigte Bethesda noch eine weitere Erweiterung an, die am 30. August 2016 veröffentlicht wurde und Teil des Season Pass ist. Bei Nuka-World handelt es sich hierbei um eine größere Erweiterung, die ähnlich wie Far Harbor eine komplett neue Region, in der der Spieler in die Rolle eines Raider-Anführers schlüpft, enthält.
Seit dem 18. November 2016 verfügen alle Versionen über Unterstützung für Mods, sodass Spieler die Welt von Fallout 4 individuell anpassen können. Gleichzeitig stellen die Modifikationen den letzten Inhalt dar, den Bethesda bereitstellt.

## Game of the Year Edition
Bethesda veröffentlichte am 26. September 2017 eine Game of the Year Edition. Diese enthält neben allen bisher erschienenen Erweiterungen auch limitierte Game of the Year - Pip Boys.

## Rezeption

### Wertungen (PC-Version)
- Spieletipps 90 %[12]

„Ein umfangreiches Rollenspiel in einer faszinierenden postapokalytptischen Welt. Endlich wieder zurück ins Ödland!“
- 4Players 90 %[13]

„Fallout 4 lässt mich versinken und versacken, bis mich die Müdigkeit ins Bett zwingt. Die Sogwirkung dieser Endzeit ist fast schon unheimlich.“
- GameStar 87 %[14]

„Endzeit-Rollenspiel mit großer, stimmungsvoller Welt, aber weniger skurrilen Geschichten als seine Vorgänger.“
- PC Games 88 %[15]

„Erstklassiger Nachfolger, der aber ausgerechnet bei Story und Entscheidungen schwächelt“

### Auszeichnungen
Game Critics Awards
- Bestes Spiel der Show 2015
- Bestes PC-Spiel 2015
- Bestes Rollenspiel 2015

### Verkaufszahlen
Fallout 4 wurde innerhalb der ersten 24 Stunden 1,2 Millionen Mal auf Steam verkauft. Bereits am Veröffentlichungstag spielten knapp 450.000 Steam-Nutzer Fallout 4, wodurch es den bis dahin von Grand Theft Auto V gehaltenen Rekord für die meisten, gleichzeitig spielenden Nutzer eines Spiels, das nicht von Valve veröffentlicht wurde, brechen konnte. Für kurze Zeit war es das meistgespielte Spiel auf Steam, vor Dota 2 und Counter-Strike: Global Offensive. Zum Veröffentlichungstermin am 10. November 2015 wurden zwölf Millionen Exemplare ausgeliefert. Die Pip-Boy-Edition konnte den Rekord für die am schnellsten ausverkaufte Sammleredition brechen.